# تنگن (دوره)
تنگن (به ژاپنی: 天元 Tengen)؛ نام یک عصر تاریخی ژاپنی (نِنگُو) بود. این عصر بعد از جوگن (دوره هی‌آن) و قبل از ایکان (دوره) قرار داشت و از نوامبر ۹۷۸ تا آوریل ۹۸۳ میلادی به طول انجامید. در طی این عصر امپراتور آنیو امپراتورژاپن بود.